# Dennis Hadžikadunić
Dennis Hadžikadunić (* 9. Juli 1998 in Malmö) ist ein bosnisch-schwedischer Fußballspieler. Er steht beim FK Rostow unter Vertrag. Des Weiteren ist der bosnisch-schwedische Doppelstaatsbürger auch bosnischer Nationalspieler, nachdem er zuvor für die Nachwuchsnationalmannschaften der Schweden auflief.

## Herkunft
Dennis Hadžikadunićs Eltern sind Bosnier und waren vor seiner Geburt vor dem Jugoslawienkrieg geflüchtet. Er selbst ist in Schweden geboren und aufgewachsen.

## Karriere

### Verein
Dennis Hadžikadunić begann mit dem Fußballspielen beim BK Olympic und wechselte später in die Jugendabteilung von Malmö FF. Am 30. Oktober 2016 gab er im Alter von 18 Jahren bei der 0:1-Niederlage im Auswärtsspiel gegen Gefle IF sein Profidebüt in der Allsvenskan. Malmö FF wurde in den Saisons 2016 und 2017 schwedischer Meister, doch Hadžikadunić war spielzeitenübergreifend in Punktspielen lediglich zu fünf Einsätzen gekommen. In der Saison 2018 spielte er auf Leihbasis bei Trelleborgs FF und war als Innenverteidiger gesetzt, doch in der Sommerpause 2018 verließ er Malmö FF endgültig und wechselte nach Russland zu FK Rostow. Konnte sich Dennis Hadžikadunić anfänglich nicht durchsetzen, war er in seiner zweiten Spielzeit ab Oktober 2019 als Innenverteidiger eine feste Größe in der Defensive der Mannschaft. Seinen Platz behielt er auch in der Saison 2020/21, bevor er im Frühjahr 2022 auf Leihbasis zu Malmö FF zurückkehrte. Bei seinem Jugendverein wurde Hadžikadunić zum Stammspieler auf der Position des Innenverteidigers. Malmö FF spielte eine enttäuschende Saison und verpasste die Teilnahme am internationalen Geschäft.
Im Wintertransferfenster der Saison 2022/23 zog es Dennis Hadžikadunić – erneut auf Leihbasis – in die Primera División zu RCD Mallorca, wo er im Ligaalltag zu acht Spielen kam. Mit seinem Verein bewegte er sich im Tabellenmittelfeld und belegte zum Saisonende den neunten Platz. Der Leihvertrag lief aus, woraufhin Hadžikadunić den Verein verließ.
Er kehrte jedoch anschließend nicht nach Rostow zurück. Die FIFA erlaubte ausländischen Spielern der russischen Liga, aufgrund des russischen Überfalls auf die Ukraine seit 2022 ihre Verträge auszusetzen. Davon machte Hadžikadunić Gebrauch und unterschrieb für die Saison 2023/24 in der 2. Bundesliga einen Vertrag beim Hamburger SV. Unter Tim Walter und dessen Nachfolger Steffen Baumgart kam er auf 24 Zweitligaeinsätze (22-mal von Beginn), in denen er ein Tor erzielte. Der HSV verlängerte die Leihe daraufhin für die Saison 2024/25. In dieser wurde er insbesondere unter dem neuen Cheftrainer Merlin Polzin zum Stammspieler neben Daniel Elfadli in der Innenverteidigung. Er absolvierte 25 Ligaspiele (24-mal in der Startelf) und steuerte ein Tor zum Aufstieg in die Bundesliga bei. Anschließend verließ er den Verein mit seinem Vertragsende.

### Nationalmannschaft
Dennis Hadžikadunić lief in den Altersklassen U16, U17, U18, U19, U20 und U21 für die Nachwuchsnationalmannschaften Schwedens auf. Danach entschied er sich, künftig für die A-Nationalmannschaft von Bosnien und Herzegowina zu spielen und gab am 11. Oktober 2020 beim torlosen Unentschieden im Nations-League-Spiel in Zenica gegen die Niederlande sein Debüt. In diesem Wettbewerb kam er zu insgesamt vier Einsätzen, in der darauffolgenden WM-Qualifikation hatte er in fünf Partien gespielt. Die Bosnier verpassten die Teilnahme an der Endrunde in Katar.

## Erfolge
- Schwedischer Meister (2): 2016, 2017 (Malmö FF)
- Schwedischer Pokalsieger: 2022 (Malmö FF)
- Aufstieg in die Bundesliga: 2025 (Hamburger SV)

## Sonstiges
Dennis Hadžikadunić spricht neben Schwedisch auch Englisch, Bosnisch, Russisch und Spanisch.